# Taça 12 de Novembro de 2025
A Taça 12 de Novembro de 2025 será a 9ª edição oficial do torneio nacional de futebol timorense. É organizada pela Liga Futebol Timor-Leste e contará com 32 times participantes.
Esta temporada marcará a reativação da competição, que encontrava-se cancelada desde a pandemia de Covid-19, em 2020.

## Formato
O torneio utiliza o sistema de eliminatórias a uma mão, iniciando-se pela primeira fase com 16 jogos. Originalmente disputado por clubes da Primeira e Segunda Divisão do Campeonato Timorense de Futebol, terá nesta edição também a participação de clubes da Terceira Divisão, pela primeira vez na história.
O sorteio dos enfrentamentos do torneio será realizado em 9 de setembro. A equipa do FC Lalenok United (campeã de 2020) é a atual defensora do título.

### Participantes
Os seguintes times qualificaram-se para a competição:
| Primera Divisão os 10 times da temporada 2024-25 | Segunda Divisão os 8 times da temporada 2024-25                                                                 | Terceira Divisão os 14 times da temporada 2024-25                            |
| - Académica - Assalam - Atlético Ultramar / Coração FC - DIT (↑) - Emmanuel FC - Karketu Dili F.C. - Marca (↑) - Ponta Leste - Porto Taibesse - Sport Laulara e Benfica | - Aitana (↓) - FIEL - Kablaki - Lalenok United (↓) - Lica-Lica Lemorai - Nagarjo - Santa Cruz F.C. - Zebra F.C. | - Boavista FC (↓) - Sporting Clube (↓) - Fitun Matebian Sporting - a definir |

### Partida Final
| 12 de novembro de 2025 | a definir | 0 - 0 | a definir | Estádio Municipal de Díli |
| 16:00 UTC+9            |           |       |           |                           |

## Premiação
| Taça 12 de Novembro de 2025   |
| Timor-Leste                   |
| ----------------------------- |
| a definir Campeão (0º título) |

## Ligações Externas
- Liga Timorense - Página oficial no Facebook